# Pico Almanzor
Pico Almanzor nebo Plaza del Moro Almanzor je žulová hora ve Španělsku. Měří 2592 m a je nejvyšším vrcholem provincie Ávila i Kastilského pohoří. Patří mezi ultraprominentní vrcholy.
Hora se nachází v horském pásmu Sierra de Gredos v jižní části Kastilie a Leónu, 100 km západně od Madridu. Jmenuje se podle maurského vojevůdce z 10. století Almanzora (al-Mansúr ibn Abi Amir). Vrchol byl poprvé zdolán v roce 1899, roku 1903 se uskutečnil první zimní výstup. V roce 1960 byl na vrcholu vztyčen kovový kříž. Výpravy na Pico Almanzor vyrážejí z městečka Candeleda a procházejí okolo jezera Laguna Grande de Gredos. Výstup na horu má druhý stupeň obtížnosti podle Mezinárodní horolezecké federace.